# Nitrofenol

o-Nitrofenol

m-nitrofenol

p-nitrofenol

Nitrofenolii  sunt nitroderivați ai fenolului cu formula HOC6H4NO2. Există 3 izomeri ai nitrofenolilor:
- o-nitrofenol (1-hidroxil-2-nitrobenzen; Grupurile OH și NO2 se învecinează; Număr CAS: 88-75-5), acesta se prezintă în stare solidă de culoare galben cristalin (Punct de topire 46 °C).
- m-nitrofenol (1-hidroxil-3-nitrobenzen, Număr CAS: 554-84-7), în stare solidă (Punct de topire 197°C).
- p-nitrofenol (1-hidroxil-4-nitrobenzen, Număr CAS: 100-02-7), cristale galbene (Punct de topire 114 °C). [1]

Nitrofenolii sunt produși industrial prin reacția clorurilor cu hidroxidul de sodiu la o temperatură de 200 °C. Fenolii mononitrați sunt adesea hidrogenați în compusul aminofenolilor care sunt de asemenea utili industrial. 

## Di- și trinitrofenolii
2,4-dinitrofenolul este un acid moderat (Punct de topire 83 °C). 2,4,6-Trinitrofenol este cunoscut ca acid picric, acesta fiind un acid ce poate participa la diverse reacții chimice.

## Siguranță
Nitrofenolii sunt otrăvitori, aceștia contaminând pământul în zona fabricilor de materiale explosive.